# Acrotrichis atomaria
Acrotrichis atomaria ist ein Käfer aus der Familie der Zwergkäfer (Ptiliidae).

## Merkmale
Die Käfer erreichen eine Körperlänge von 0,65 bis 0,9 Millimetern. Ihr Körper ist schwarz gefärbt und hat keinen metallenen Glanz. Er ist kurz und breit gebaut und gewölbt. Häufig sind die Seiten und auch die Hinterwinkel des Halsschildes rötlich braun durchscheinend. An den Seiten sind keine Tasterborsten ausgebildet. Der stark glänzende Halsschild ist an den Seiten dicht, ansonsten vereinzelt punktförmig strukturiert. Er ist deutlich breiter als die Deckflügel, die zum Hinterleibsende hin mehr oder weniger verjüngt sind. Die Art ähnelt Acrotrichis thoracica, besitzt aber kleinere Facettenaugen, die nur aus ca. 20 Ommatidien bestehen. Die Deckflügel sind an ihrem Ende quer gerundet abgestutzt. Sie enden beim Männchen stark, beim Weibchen kaum verjüngt. Das Schildchen (Scutellum) ist unmerklich dichter gekörnt als die Deckflügel. Die Fühler und Beine sind gelb, erstere enden in einer getrübten Keule.

## Vorkommen und Lebensweise
Die Art ist in Europa, am Kaukasus, Nordamerika und auch aus Guatemala bekannt. Sie ist in Mitteleuropa eine der häufigsten Arten der Gattung und überall verbreitet. Die Tiere leben unter Laub am Boden.